# Успенівка (Курахівська міська громада)
Успе́нівка — село Курахівської міської громади Покровського району Донецької області, Україна. У селі мешкає 507 людей.

## Загальні відомості
Розташоване на правому березі р. Сухі Яли. Відстань до райцентру становить близько 25 км і проходить переважно автошляхом Н15.

## Населення
За даними перепису 2001 року населення села становило 507 осіб, із них 87,18 % зазначили рідною мову українську, 12,62 % — російську та 0,2 % — білоруську мову.